# Radio România Regional

Sigla postului Radio România Regional, din 2010 până în prezent.

Radio România Regional este rețeaua publică de radio subordonată Societății Române de Radiodifuziune, care controlează studiourile regionale: Radio Cluj, Radio Oltenia Craiova, Radio Iași, Radio Timișoara, Radio Constanța, Radio Târgu Mureș și locale: Radio Reșița, Radio București FM, Radio Sighet, Radio Arad FM, Radio Antena Sibiului, Radio Vacanța, Radio Chișinău și Radio România Brașov FM.

## Istorie
Dezvoltarea rețelei regionale a radiodifuziunii a început încă din octombrie 1939, când a început să emită postul Radio Basarabia cu sediul la Chișinău și a continuat cu Radio Moldova de la Iași, a cărui emisie a început pe 2 noiembrie 1941.
În prezent, Radio România Regional emite prin cele 8 posturi regionale știri locale de interes și multă muzică de actualitate, afirmându-și poziția cu o cotă de piață de 7,7% la nivel urban. 

## Acoperire

#### Frecvențe recepție în AM
Radio Cluj
- 909 kHz - Cluj-Napoca[1]
- 1404 kHz - Sighet[1]
- 1593 kHz - Oradea[1]

Radio Craiova
- 603  kHz - Mehedinți[2]
- 1314 kHz - Dolj[3]

Radio Iași
- 1053 kHz - Iași[4]

Radio Timișoara
- 630  kHz - Timișoara

Radio Constanța
- 909  kHz[5]
- 1530 kHz - Tulcea[5]

Radio Târgu Mureș
- 1593 KHZ - Târgu Mureș

Radio Antena Brașovului
- 1197 kHz - Brașov - retransmite postul regional Radio Târgu Mureș

Radio Antena Sibiului
- 1593 khz - Sibiu - retransmite postul regional Radio Cluj[1]

#### Frecvențe recepție în FM
Radio Cluj
- 87,9 FM - Satu Mare[1]
- 93,3 FM - Negrești-Oaș[1]
- 95,4 FM - Alba Iulia și Sibiu[1]
- 95,6 FM - Cluj-Napoca[1]
- 101,7 FM - Sighet[1]

Radio Timișoara
- 105,9 FM - Urseni[6]
- 101,5 FM -  Parâng[6]
- 102,9 FM -  Arad[6]
- 103,5 FM -  Coșevița[6]

Radio Iași
- 90,8 FM - Rarău[4]
- 94,5 FM - Huși[4]
- 96,3 FM - Iași[4]

Radio Constanța
- 90,8 FM - Techirghiol[5]
- 100,1 FM - Constanța[5]
- 106,2 FM - Sulina
- 93,0 FM - Tulcea[5]

Radio Craiova
- 99,8 FM - Vâlcea[2]
- 102,9 FM - Craiova[2]
- 105 FM - Novaci[2]

Radio Reșița
- 91,9 FM - Clisura Dunării[7]
- 92,8 FM - Clisura Dunării[7]
- 105,6 FM - Reșița[7]

Radio Târgu Mureș
- 98,9 FM - Harghita[3]
- 102,9 FM - Târgu Mureș
- 94,9 FM - Borsec[3]

Radio București FM
- 98,3 FM - București

Radio România Brașov FM
- 93,3 FM - Brașov[8]